# 되놈
되놈은 중국인을 낮잡아 부르는 한국어 명칭 중의 하나이다. 한국 사회에서는 중국 한족들이 잘 씻지 않고 더럽다는 뜻으로 때놈 
이라고 부른다. 

## 유래
'되놈'에서 '되'라는 말은 본래 두만강 인근의 살던 여진족을 부르는 말이라는 설도 있다.